# 희생 (2008년 영화)
"희생"(Sacrifice)은 한국에서 제작된 문홍식 감독의 2008년 전쟁, 드라마 영화이다. 윤현길 등이 주연으로 출연하였고 문홍식 등이 제작에 참여하였다.

## 출연

### 주연
- 윤현길
- 이윤재
- 변신호
- 이대로

## 기타
- 프로듀서: 문홍식
- 프로듀서: 박찬희
- 조명: 이석권
- 사운드: 문홍식
- 미술: 문홍식